# Lukáš Koranda
Lukáš Koranda (* 1. března 1989) je český rychlostní kanoista.
Začínal na kajaku, ale ve 12 letech přesedlal na kanoi. Už v roce 2003 vybojoval svůj první titul mistra republiky na trati 5000 m v kategorii C1. Od té doby jich získal dalších 20. I na světové scéně se mu daří. První úspěchy zaznamenal v roce 2005, kdy získal 2× stříbro a 1× bronz na EYOF (Europen Youth Olympic Festival), dále 4. místo na MS juniorů v maratonu, 6. místo na MS juniorů na krátké tratě, 6. a 7. místo na ME juniorů a 3. místo na MS juniorů v maratonu. V roce 2008 přestoupil do kategorie dospělých a i v té si vede dobře. 5. místo na ME seniorů. Od roku 2005 je členem projektu na podporu mladých talentovaných sportovců, McDonald's Olympic Hopefuls, který je realizován za plné podpory Českého olympijského výboru.